# Grand Prix de la Sarthe
Le Grand Prix de la Sarthe est une ancienne course cycliste française, organisée de 1927 à 1940 dans la Sarthe. De 1936 à 1939, il se déroule avec étapes,.

## Palmarès
| Année | Vainqueur         | Deuxième           | Troisième       |
| ----- | ----------------- | ------------------ | --------------- |
| 1927  | René Gérard       | René Deguai        | Jean Lasbordes  |
| 1928  | Paul Le Drogo     | Eugène Archambault | Arthur Brunet   |
| 1929  | Léon Fichot       | Pierre Saliou      | Pierre Le Doaré |
| 1930  | Camille Louvel    | Armel Desouches    | Yves Le Goff    |
| 1931  | Armel Desouches   | Georges Provost    | René Deguai     |
| 1932  | Hubert Jolivet    | Camille Louvel     | René Deguai     |
| 1933  | Roger Parioleau   | Hubert Jolivet     | Camille Louvel  |
| 1934  | Roger Parioleau   | André Tribouillard | René Deguai     |
| 1935  | René Delafoy      | René Deguai        | Lucien Bigoin   |
| 1936  | Roger Parioleau   | Georges Radat      | François Vallée |
| 1937  | Raymond Lemarié   | Jean Fontenay      | Gino Sciardis   |
| 1938  | Giuseppe Sciardis | Jean Colasseau     | André Joubert   |
| 1939  | André Blanchet    | Charles Dupuy      | Georges Salic   |
| 1940  | Marcel Reverdy    | Armand Bertrand    | Georges Salic   |